# Словарь русских народных говоров
«Слова́рь ру́сских наро́дных го́воров» (СРНГ) — крупнейший дифференциальный полидиалектный словарь русского языка, включающий зафиксированную в разных источниках диалектную лексику и фразеологию XIX—XX веков. Публикуется отдельными выпусками на протяжении более 50 лет, начиная с 1965 года. По оценке составителей и редакторов, в настоящее время работа над словарём близится к завершению.
На 2023 год опубликовано 52 выпуска (до буквы Ц). На 2018 год в 49 томах СРНГ имелось 9371 наименование растений, 1280 названий грибов, 172 названия рыболовных сетей.
После окончания работы над алфавитным лексиконом возможна разработка тематического словаря на базе данных СРНГ.

## История создания
С. А. Мызников, текущий составитель и редактор словаря, в статье «Словарь русских народных говоров: некоторые итоги лексикографической работы» отмечал:

В конце 50-х годов XX в. всё отчётливее ощущалась необходимость создания такого труда, который обобщил бы все накопленные за многие десятилетия собирательской деятельности материалы по диалектной лексике и фразеологии. Русскими диалектологами и любителями народного слова были собраны богатейшие материалы, которые публиковались лишь частично, а в основной своей части остались в рукописном виде. Разбросанные по многочисленным источникам, они по существу не были доступны для исследователей. Так возникает идея создания «Словаря русских народных говоров» — второго (после «Опыта областного великорусского словаря» и «Дополнения» к нему) сводного словаря русской диалектной лексики".

Первым составителем СРНГ был Ф. П. Филин, ставший для второго выпуска главным редактором. Ф. П. Филин успел проделать редакторскую работу над 19—23-ми выпусками, но перед выходом 19-го умер. С 24-го по 46-й выпуски главным редактором был Ф. П. Сороколетов. С 47-го выпуска главным редактором является С. А. Мызников.
Коллектив составителей словаря: Н. И. Андреева-Васина, И. В. Бакланова, Л. И. Балаханова, Ю. Ф. Денисенко, Т. Н. Дорогутина, Е. В. Колосько, Л. Е. Кругликова, О. Н. Крылова, О. Д. Кузнецова, Т. Е. Лебедева, И. А. Магин, А. Ф. Марецкая, С. А. Мызников, Р. В. Одеков, А. А. Орехов, П. А. Павленко, В. О. Петрунин, И. А. Попов, Н. В. Попова, О. Г. Порохова, Н. А. Романова, Ф. П. Сороколетов, Е. И. Сьянов, Л. И. Царёва, Е. Н. Этерлей, Т. Б. Юмсунова.

## Состав словаря

### Принципы отбора языковых единиц
Словарь является дифференциальным, то есть какого бы значения и происхождения ни было слово, оно, как правило, будет включаться в Словарь лишь в том случае, если оно не является словом современного литературного языка. Во всех случаях, когда слово стоит на грани диалектной и общенародной лексики или когда невозможно определить, является ли слово диалектным или оно распространено повсеместно, вопрос решается в пользу помещения слова в словарь.
При отборе слов учитываются разные типы лексических диалектных отличий:
- собственно диалектизмы:

- слова, корни которых отсутствуют в литературном языке (порато — очень);
- слова, образованные от общеупотребительных корней, но имеющие иные аффиксы и особые диалектные значения (сузём — большой массив леса на севере);
- слова с теми же корнями и значениями, что и в литературном языке, но в ином аффиксальном оформлении (черница — черника);
- слова с такими особенностями произношения, которые не являются элементами фонетических закономерностей и имеют «индивидуальный», лексикализованный характер (анбар — амбар);

- семантические диалектизмы — слова, в своём оформлении ничем не отличающиеся от слов литературного языка, но имеющие в говорах особые значения (руда — кровь);
- фразеологические диалектизмы.

### Построение словарной статьи
- Заголовок, представляющий собой толкуемое слово. Слово в заголовке словарной статьи обычно даётся в орфографической форме. Регулярные фонетические варианты слова, как правило, в Словаре не показываются и ссылочные указания на них не приводятся. Однако из этого правила делаются исключения: акающие варианты собственно словарных диалектизмов; слова, которые в архаичных окающих говорах имеют не только окающий, но и акающий вариант, помещаются в разных словарных статьях; когда этимология слова является неизвестной или спорной.
- Грамматическая характеристика слова. Показ грамматических особенностей слова основывается на тех же принципах, что и в ССРЛЯ.
- Пометы (в необходимых случаях и при наличии нужных сведений). В Словаре применяется три типа помет: грамматические; семантические; исторические и описательные. В словаре помещаются разного рода пометы и замечания о месте, занимаемом словом в диалектной лексике, о степени употребительности слова, о сфере употребления слова.
- Толкование значения слова или значений, если слово многозначно. СРНГ является толково-переводным словарём. Значения диалектных слов, полностью совпадающие с соответствующими словами литературного языка, определяются («переводятся») посредством этих литературных слов. Данный словарь является сводным: в нём сводятся в одной словарной статье значения слова, употребляемые в различных, нередко отдалённых друг от друга говорах.
- Примеры употребления слова. Количество примеров не ограничивается. Иллюстрации в словарной статье располагаются в хронологическом порядке. Иллюстрации обычно приводятся в современной орфографии.
- Документация сведений о слове: географические характеристики; указание на источник (кем оно засвидетельствовано или в каком источнике оно имеется); время записи слова.
- Фразеологизмы.
- Справочный отдел. Он помещается в конце словарной статьи за знаком тире с красной строки. В него включаются: различного рода дополнительные материалы; этимологические справки о заимствованных словах и в необходимых случаях сведения исторического и этнографического характера; в квадратных скобках — замечания, сомнения и вопросы составителей.

## Выпуски
- Выпуск 1. А. 1965; 2002. 304; 320 с.
- Выпуск 2. Ба-Блазниться. 1966; 2003. 320 с.
- Выпуск 3. Блазнишка-Бяшутка. 1968; 2002. 360 с.
- Выпуск 4. В-Военки. 1969; 2002. 360 с.
- Выпуск 5. Военство-Выростковый. 1970; 2002. 344 c.
- Выпуск 6. Выросток-Гон. 1970; 2002. 360 с.
- Выпуск 7. Гона-Депеть. 1972; 2002. 360 с.
- Выпуск 8. Дер-Ерепениться. 1972; 2002. 376 с.
- Выпуск 9. Ерепеня-Заглазеться. 1972; 2002. 368 с.
- Выпуск 10. Заглазки-Заросить. 1974; 2002. 392 с.
- Выпуск 11. Зароситься-Зубрёнка. 1976; 2002. 368 с.
- Выпуск 12. Зубрёха-Калумаги. 1977. 368 с.
- Выпуск 13. Калун-Кобза. 1977. 360 с.
- Выпуск 14. Кобзарик-Корточки. 1978. 376 с.
- Выпуск 15. Кортусы-Куделюшки. 1979. 400 с.
- Выпуск 16. Куделя-Лесной. 1980. 376 с.
- Выпуск 17. Леснокаменный-Масленичать. 1981. 384 с.
- Выпуск 18. Масленичек-Мутарсливый. 1982. 368 с.
- Выпуск 19. Мутаситься-Накучить. 1983. 360 с.
- Выпуск 20. Накучкать-Негоразд. 1985. 376 с.
- Выпуск 21. Негораздый-Обвива. 1986. 376 с.
- Выпуск 22. Обвивень-Одалбливать. 1987; 2003. 368 с.
- Выпуск 23. Одале-Осеть. 1987. 376 с.
- Выпуск 24. Осець-Отчураться. 1989. 368 с.
- Выпуск 25. Отчурить-Первачок. 1990. 352 с.
- Выпуск 26. Первее-Печетник. 1991. 352 с.
- Выпуск 27. Печечки-Поделывать. 1992; 2002. 400 с.
- Выпуск 28. Подель-Покороче. 1994. 400 с.
- Выпуск 29. Покорочеть-Попритчиться. 1995. 346 с.
- Выпуск 30. Поприугомонить-Почестно. 1996. 385 с.
- Выпуск 31. Почестно-Присуть. 1997. 432 с.
- Выпуск 32. Присуха-Протишь. 1998. 272 с.
- Выпуск 33. Протока-Разлука. 1999. 362 с.
- Выпуск 34. Разлуканье-Ревенька. 2000. 368 с.
- Выпуск 35. Реветь-Рящик. 2001(2002). 360 с.
- Выпуск 36. С-Святковать. 2002(2003). 344 с.
- Выпуск 37. Свято-Скимяга. 2003. 416 с.
- Выпуск 38. Скинать-Сметушка. 2004. 374 с.
- Выпуск 39. Сметушка-Сопочить. 2005. 344 с.
- Выпуск 40. Сопочка-Ссуворить. 2006. 352 с.
- Выпуск 41. Ссувориться-Стригчись. 2007. 344 с.
- Выпуск 42. Стриж-Сухловина. 2008. 330 с.
- Выпуск 43. Сухлость-Телепа. 2010. 352 с.
- Выпуск 44. Телепай-Транба. 2011. 352 c.
- Выпуск 45. Транбовать-Тыча. 2012. 344 с.
- Выпуск 46. Тычак-Ужоля. 2013. 352 с.
- Выпуск 47. Ужом-Урос. 2014. 352 с.
- Выпуск 48. Уроса-Ушибь. 2015. 344 с.
- Выпуск 49. Ушивальник-Харятый. 2016. 352 с.
- Выпуск 50. Хас-Хоглок. 336 с.
- Выпуск 51. Ход-Хоюшки. 2018 (2019). 360 с.
- Выпуск 52. Храбаз-Цванки. 2021. 360 с.

## Оценки
В предисловии к первому выпуску о роли данного словаря указано: «Словарь русских народных говоров» — важная и неотъемлемая часть комплекса словарей pyсского языка. Только тогда, когда работа над этим комплексом словарей будет завершена, русская лексика будет описана всесторонне и русская лексикология будет иметь хорошую фактическую базу.
В учебном пособии «Русская лексикография» Л. А. Введенской отмечается: «Отличительной чертой „Словаря русских народных говоров“ является то, что в нём нередко совмещается лингвистический и энциклопедический подход к описанию заглавного слова; указывается территория его бытования, время и источник первой фиксации; богато представлен иллюстративный материал; достаточно четко разграничиваются и толкуются значения многозначных слов, а также диалектных омонимов».
В ряде случаев источники дают для сводного словаря материалы, которые не верифицируются, и помещение некоторых из них в словник СРНГ ведёт к критике словаря со стороны специалистов.